# Wojciech Zieliński (aktor)
Wojciech Zieliński (ur. 23 kwietnia 1979 w Łodzi) – polski aktor.

## Życiorys
Ukończył technikum geodezyjne. W 2004 roku ukończył studia na wydziale aktorskim PWSTiTV w Łodzi. W tym samym roku został nagrodzony za dwie role sceniczne: Irwina w Tajemnej ekstazie i tytułową kreację w spektaklu Géza – dzieciak. Na XXII Festiwalu Szkół Teatralnych w Łodzi otrzymał Grand Prix, Nagrodę Publiczności, nagrodę ZASP-u, wyróżnienie łódzkich mediów, Nagrodę Jana Machulskiego oraz nagrodę honorową gazety festiwalowej „Tupot”. Od 2005 jest aktorem w Teatrze Studio w Warszawie.
Karierę aktorską rozpoczynał od epizodu w obrazie Dotknij mnie Anny Jadowskiej i Ewy Stankiewicz. Wcielił się tam w Wojtka, studenta Filmówki dorabiającego w telesprzedaży. Potem była rola Darka Leśniaka „Dahomeja” w serialu Oficer. Pojawił się również jako Kalafior w filmie Z odzysku Sławomira Fabickiego. Rok 2007 przyniósł mu rolę Arkadiusza Cyganika „Cygi” w Świadku koronnym oraz serialu Odwróceni; potrafił zwrócić na siebie uwagę jako kierowca i ochroniarz „Blachy”, granego przez Roberta Więckiewicza. W latach 2021–2022 grał główną rolę w serialu Komisarz Mama jako podkomisarz Piotr Żeromski.

## Filmografia
- 2001: Faceci jako Chłopak w barze (etiuda szkolna)
- 2003: Dotknij mnie jako Wojtek
- 2004: Oficer jako Darek Leśniak „Dahomej” (odc. 3, 4)
- 2004: Intryga i miłość jako Ferdynand (spektakl telewizyjny)
- 2004: Geza-dzieciak jako Geza (spektakl telewizyjny)
- 2004: Dalej (etiuda szkolna)
- 2005: Z odzysku jako Kalafior
- 2005: Wszystko będzie jako Dziki (etiuda szkolna)
- 2007: Świadek koronny jako Arkadiusz Cyganik „Cyga”
- 2007: Odwróceni jako Arkadiusz Cyganik „Cyga” (odc. 1-4, 6-13)
- 2008: Mord założycielski jako Zygmunt Mołojec Anton (spektakl telewizyjny)
- 2009: Zero jako ratownik medyczny
- 2009: Nie opuszczaj mnie jako Łukasz Żarowski
- 2009: Moja krew jako Olo
- 2009: Londyńczycy jako Leszek Przybylski, mąż Kasi (odc. 4, 8, 12)
- 2009: Idealny facet dla mojej dziewczyny  jako Szymon Mrówka
- 2009: Huśtawka jako Michał
- 2009: Gry operacyjne jako Boner (spektakl telewizyjny)
- 2010: Ratownicy jako Oliver Krasicki (odc. 2, 7, 8)
- 2010: Nie ten człowiek jako sprzedawca odkurzaczy
- 2010: Kontrym jako Władysław Kontrym (spektakl telewizyjny)
- 2010: Chrzest jako Michał Leba
- 2010: 1920. Wojna i miłość jako Władek Jarociński, podporucznik (później kapitan) w armii polskiej (odc. 1–13)
- 2012: Trzy razy mama jako Facet mamy
- 2012: Supermarket jako Jarzyna
- 2012: Rewelacyjny film
- 2012: Pokłosie jako Antek, brat Justyny
- 2012: Ostatnie piętro jako Były partner żony Derczyńskiego
- 2012–2014: Lekarze jako dr Daniel Orda (odc. 2-37, 39-42, 44-46, 48-54, 57, 59-65)
- 2013: Lekarze po godzinach jako dr Daniel Orda (odc. 1-2, 4, 6-11)
- 2014–2015: Zbrodnia jako komisarz Tomasz Nowiński
- 2014: Służby specjalne jako kapitan Janusz Cerat (odc. 2)
- 2014: Służby specjalne jako kapitan Janusz Cerat
- 2014: Portrety wojenne jako Bronisław Hellwig
- 2014: Naturalni jako Piotr
- 2014: Lekarze nocą jako dr Daniel Orda (odc. 5)
- 2014: Kamienie na szaniec jako Stanisław Broniewski ps. „Orsza”
- 2014: Agnieszka jako Kuba
- 2015: Prokurator jako komisarz Witold Kielak (odc. 1, 2, 3, 4, 5, 6, 7, 8, 9, 10)
- 2015: Luna jako Adam (etiuda szkolna)
- 2015: Czerwony pająk jako porucznik Florek
- 2016: Wołyń jako „Chmura”, porucznik AK
- 2016: Na noże jako Jacek Majchrzak
- 2017: Zgoda jako Salomon Morel komendant obozu pracy Zgoda
- 2017: Marszałek jako Józef Beck (spektakl telewizyjny)
- 2017: Człowiek z magicznym pudełkiem jako agent Jan Targosz
- 2017: Nie chcę / Byle jak jako kochanek Margaret (film krótkometrażowy)
- 2018: Kto napisze naszą historię (Who Will Write Our History) jako Abraham Lewin
- 2018: Diagnoza jako Karol Langer
- 2019: Żmijowisko jako Krzysztof Trypa, mąż Joanny (odc. 1, 2, 3, 4, 5, 6, 7)
- 2019: Smak pho jako Kruk
- 2019: Odwróceni. Ojcowie i córki jako Arkadiusz Cyganik „Cyga” (odc. 1-4, 6, 8)
- 2019: Kurier jako partyzant Włodek
- 2019: 1800 gramów jako Kamil, mąż Magdy
- 2019–2020: Chyłka jako Wojciech Horwat Bukano
- 2020: Psy 3. W imię zasad jako policjant Kołodziej, dyżurny
- 2020: Fisheye jako Jan
- 2021–2022: Komisarz Mama jako podkomisarz Piotr Żeromski[1]
- 2021: Furioza jako „Kaszub”
- 2021: Odwilż jako Wojciech Zawieja (odc. 1, 3–4, 6)
- 2022: Gang Zielonej Rękawiczki jako Brykalski (odc. 1–3)
- 2023: Dzisiaj śpisz ze mną jako Maciek Szklarski
- 2023: Emigracja XD jako Jaro Tokar (odc. 9, 10)
- 2024: Kolory zła. Czerwień jako Waldemar Mila
- 2025: Wzgórze psów jako Grzesiek Głowacki
- 2025: Kibic jako Tomasz Galicki "Zyga"

Teledyski
- 2021 – PRO8L3M feat. Vito Bambino – „Ritz Carlton (Remix)” lub „Furioza”[2]

## Nagrody
- Nagroda na FPFF w Gdyni Najlepsza pierwszoplanowa rola męska: 2010: Chrzest